# الکساندر ددیوشکو
الکساندر ددیوشکو (انگلیسی: Aleksandr Dedyushko؛ ‏ ۲۰ مهٔ ۱۹۶۲ – ۳ نوامبر ۲۰۰۷) یک هنرپیشه و خواننده اهل اتحاد جماهیر سوسیالیستی شوروی بود.
از فیلم‌ها یا برنامه‌های تلویزیونی که وی در آن نقش داشته است، می‌توان به مادر و تاراس بولبا اشاره کرد.

## زندگی
الکساندر ددیوشکو (به بلاروسی: Аляксандр Дзядзюшка , Dziadziushka) در بلاروس متولد شد. او از سال ۱۹۸۹ تا ۱۹۹۵ با تئاتر شهر ولادیمیر کار کرد. از اوایل دهه ۲۰، یک هنرپیشه تلویزیونی محبوب و از خوانندگان روسی شد.
ددیوشکو به همراه همسر و پسرش در یک تصادف رانندگی در ۳ نوامبر ۲۰۰۷ در پتوشکی، استان ولادیمیر، روسیه کشته شد. ظاهراً ماشین آنها در جاده ای پوشیده از یخ سر خورد و همین قضیه باعث تصادف و فوت آنها شد.